# 相原博昭
相原 博昭（あいはら ひろあき、1956年 - ）は、日本の物理学者、東京大学名誉教授。専門は素粒子物理学。

## 概説
東京大学名誉教授。主たる研究テーマは、素粒子物理学実験。
主な業績にトップクォークの発見への貢献、Belle実験での「B中間子系におけるCP対称の破れの発見」がある。最近は、すばる望遠鏡を用いた暗黒エネルギーの研究にもテーマを広げている。日本学術会議連携会員。

## 略歴
- 1956年 - 誕生
- 1971年 - 麻布高校入学
- 1974年 - 東京大学教養学部入学
- 1976年 - 東京大学理学部物理学科進学
- 1978年
  - 東京大学理学部物理学科卒業
  - 東京大学大学院理学系研究科入学、アメリカSLAC研究所PEP加速器での実験などに参加。
- 1984年
  - 東京大学大学院理学系研究科博士課程終了、同助手
  - 11月 - 理学博士（東京大学）「29GeVの電子-陽電子衝突における重いクォークのレプトンを含む崩壊の研究（英語）」。
- 1988年 - アメリカ合衆国・ローレンス・バークレー国立研究所勤務。国立フェルミ研究所での共同実験、Dzero実験チームに加わる。
- 1995年
  - Dzero実験でのトップクォーク発見に貢献。
  - 東京大学大学院理学系研究科助教授。高エネルギー加速器研究機構での国際共同実験、Belle実験チームに加わる。
- 2000年 - 2006年 Belle実験グループ共同代表者（Belleグループは代表者3人制、そのうちの一人）
- 2003年4月 - 2021年3月 東京大学大学院理学系研究科教授
- 2003年 - 井上学術賞受賞（B中間子系におけるCP不変性の破れの発見）
- 2007年 - 東京大学数物連携宇宙研究機構・副機構長兼主任研究員（併任）。
- 2009年 - 2012年 東京大学大学院理学系研究科 副研究科長
- 2010年 - 2021年3月 東京大学地震研究所 高エネルギー素粒子地球物理学研究センター教授（併任）
- 2012年4月 - 2014年3月 - 東京大学大学院理学研究科 研究科長・理学部長
- 2012年 - ILC戦略会議委員
- 2014年4月 - 2015年3月 東京大学理事・副学長
- 2015年4月 - 2016年3月 東京大学副学長
- 2016年4月 - 2021年3月 東京大学大学執行役・副学長
- 2021年4月 - 東京大学理事・副学長
- 2024年9月 - 東大の学費値上げを考案したことが判明

## 著作
- 素粒子の物理（東京大学出版会、2006年）
- 素粒子物理学ハンドブック（共編）
- 文系・理系対談 日本のタコ壺社会（日経プレミアシリーズ)(奥原正明との共著）（日本経済新聞出版、2020年）